# 二级相变
二级相变（Second order phase transition）为化学势的二阶偏微分发生突变的一类相变。相变时没有热效应和熵变，但热膨胀系数，压缩系数，比热容这三个化学势的二阶偏微分量发生突变。
二級相變或稱為『二階相變』或是『連續性相變』，主要原因是，自由能(或是其他有序參數，例如磁化強度)對溫度(或其他參數，例如磁場)的變化率(一次偏微分值函數)曲線，仍然保持連續，沒有突然變化。然而前述的自由能若對溫度取到二次偏微分，即比熱對溫度的一次變化率值，其函數曲線有可能在特定溫度值，產生發散(divergence)；換言之，舉例而言，經過特定溫度值時，自由能對於溫度的二次變化率，數值有突然改變時，也屬於發生相變。此處特定溫度值，即為二階相變發生的溫度值，稱為二階相變臨界溫度。

## 定义
普通的相变（称一级相变）中的两相平衡时，两物态（例如气态和液态）的化学势相等，但两物态的偏摩尔体积和偏摩尔熵发生突变：
{\displaystyle V_{1}\,\neq \,V_{2}} 即 {\displaystyle \left({\frac {\partial \mu _{1}}{\partial p}}\right)_{T}\,\neq \,\left({\frac {\partial \mu _{2}}{\partial p}}\right)_{T}}
{\displaystyle S_{1}\,\neq \,S_{2}} 即 {\displaystyle \left({\frac {\partial \mu _{1}}{\partial T}}\right)_{p}\,\neq \,\left({\frac {\partial \mu _{2}}{\partial T}}\right)_{p}}
同时还有焓值H1≠H2；热容Cp,1≠Cp,2。故在一级相变时有焓变，熵变，自由能的变化。而发生二级相变时，既没有焓变，也没有熵变。但物质的比热容C，热膨胀系数α和压缩系数κ会发生改变：
{\displaystyle \mathbb {C} _{p,1}\,\neq \,\mathbb {C} _{p,2}} 即 {\displaystyle \left({\frac {\partial ^{2}\mu _{1}}{\partial T^{2}}}\right)_{p}\,\neq \,\left({\frac {\partial ^{2}\mu _{2}}{\partial T^{2}}}\right)_{p}}
{\displaystyle \alpha _{1}\,\neq \,\alpha _{2}} 即 {\displaystyle \left\{{\frac {\partial }{\partial T}}\left({\frac {\partial \mu _{1}}{\partial p}}\right)_{p}\right\}_{T}\,\neq \,\left\{{\frac {\partial }{\partial T}}\left({\frac {\partial \mu _{2}}{\partial p}}\right)_{p}\right\}_{T}}
{\displaystyle \kappa _{1}\,\neq \,\kappa _{2}} 即 {\displaystyle \left({\frac {\partial ^{2}\mu _{1}}{\partial p^{2}}}\right)_{T}\,\neq \,\left({\frac {\partial ^{2}\mu _{2}}{\partial p^{2}}}\right)_{T}}
埃伦费斯特把这种相变称为二级相变。
下圖(a)一級相變，(b)二級相變 描述熱力學改變的特性。
二級相變顯示：
u化學勢對溫度的一次微分是連續的(轉變的兩側斜率是相同的)，但二次微分是不連續的
u的連續斜率表示體積、焓值、熵值在轉變前後不變，而熱容量改變，
但不會增加到無限大。

## 实例

### 液氦的λ相变
氦-4的正常沸点是4.2K，减压下沸点下降。但当其沸点降至 2.17 K (−270.98 °C) 时，沸腾突然停止。测定其物理性质，压缩系数，热膨胀系数和比热容发生突变，但没有焓变和体积的变化。
下圖顯現He的λ曲線，當熱容量升高到無限大，曲線的形狀如其名為λ。

### 超导金属
某些金属具有一转变温度Tc，低于此温度时电阻突然消失。Tc与磁场有关，无加外磁场时这种转变没有热效应，是二级相变。

### 磁性转变点
铁磁性物质加热到某一温度时，磁畴被破坏，转变为顺磁性物质。这一磁性转变点称为居里点，此温度称为居里温度，此转变是二级相变。

### 合金的有序-无序相变
有序的合金晶胞中的原子代表不同的原子，而无序则代表混合原子。例如β-黄铜为体心立方晶胞，铜原子位于晶胞体心，锌原子位于晶胞角顶。温度升高至某一数值TΦ时，这种规则的排列完全被破坏，两种原子出现在体心或角顶的概率一样，合金变为无序，此转变也属于二级相变。

### 二級相變的例子
(a)圖顯示四方相在兩個方向上比第三個方向更快地膨脹，但變成立方向後圖（b）隨著溫度的升高，在三個方向上均勻地膨脹。 
沒有在轉變溫度下原子的重排，因此沒有轉變的焓。